# Jacobo Sanz Ovejero
Jacobo Sanz Ovejero (nascut el 10 de juliol de 1983 a Valladolid) és un exfutbolista professional castellanolleonès que jugava com a porter.
Figura controvertida, va jugar 68 partits de Segona Divisió al llarg de cinc temporades, representant el Reial Valladolid, el CD Numància i el CD Tenerife a la competició. Va participar amb el Getafe CF i al Valladolid a La Liga, i també va competir professionalment a Grècia.